# مورای گرستن‌هابر
مورای گرستن‌هابر (متولد ۵ ژوئن ۱۹۲۷)، ریاضی‌دان آمریکایی و استاد ریاضیات در دانشگاه پنسیلوانیا است، وی به‌خاطر اختراع جبر گرستن‌هابر و کمک به فیزیک نظری معروف است. همچنین او یک وکیل مدافع و استاد حقوق در مدرسه حقوق دانشگاه پنسیلوانیا است.

## دوران کودکی و تحصیل
گرستن‌هابر در بروکلین، نیویورک چشم به جهان گشود، مادرش پاولین (با نام هنگام تولد روزنزویگ؛ در رومانی متولد شد و در ۱۹۷۸ وفات یافت) و پدرش جوزف گرستن‌هابر (در ۱۸۹۲ میلادی در رومانی متولد شده و در ۱۹۷۵ وفات کرد)
. پدر وی در بخش جواهرسازی آموزش دیده بود، «اما چون نتوانست در آن بخش کار پیدا کند، در کارخانه‌ای مشغول ساخت ابزار ظریف هواپیما شد». در رابطه به مادرش، گرستن‌هابر در ۲۰۱۵ چنین نوشت:
«به عنوان کسی که در یک خانواده مهاجر و فقیر متولد شده‌ام، من واقعاً خیلی خوشبخت بوده‌ام. مشکلاتی که امروزه اطفال با استعداد اما فقیر با آن دچار هستند، بیشتر این کودکان را که می‌توانند نقش مهمی در علوم، هنر و در کل علم ایفا نمایند از دست‌یابی به پتانسیل شان بازمی‌دارد. همه آن‌ها مادری همانند مادر من ندارند، مادری که برای یافتن راهی برای آموزش فرزنداش مبارزه کرد. ما باید آن‌ها را جست‌جو نموده و دریابیم، آن‌ها را از انزوا خارج کنیم و به آن‌ها فرصت بدهیم، هرچند ما برای پیدا کردن آن‌ها به اندازه‌کافی کار نمی‌کنیم، من خیلی خوشبخت بودم که از زندگی لذت بردم».
وی یک کودک نابغه بود و در کتاب «کودکان دارای ضریب هوشی بیش از ۱۸۰»‏‏ (۱۹۴۲ میلادی) اثر لیتا هالنگورت از وی نام‌برده شده بود. در این کتاب از گرستن‌هابر به عنوان «کودک L» نام‌برده شده و توانایی‌های نبوغ و ویژگی‌های شخصیتی وی با جزئیات کامل توصیف شده‌است. زمانی که وی ۹ سال و ۵ ماه عمر داشت، آزمایش بینه (مقیاس هوش) استانفورد نشان‌داد که وی هوش یک فرد ۱۷ تا ۱۸ ساله را داشته و ضریب هوشی وی میان ۱۹۵ تا ۱۹۸ بود. آزمایش بینه دومی استانفورد که یک سال بعد انجام شد نشان‌داد که وی دارای هوش یک فرد ۱۹ ساله و ۱۱ ماهه بوده و ضریب هوشی وی بیشتر از ۱۹۹ است.
وی به مدرسه اسپیر که حالا بسته شده‌است رفت، مدرسه‌ای برای دانش آموزان تیزهوش در شهر نیویورک. گرستن‌هابر پس از این‌که از مدرسه فارغ شد، در ۱۹۴۰ میلادی وارد دبیرستان عالی علوم برانکس شد. وی از ۱۹۴۵ تا ۱۹۴۷ در پیاده‌نظام ارتش ایالات متحده به عنوان سرجوخه خدمت نموده و در اداره نظامی آلمان موظف شده بود.
گرستن‌هابر لیسانس خود را در رشته ریاضی در ۱۹۴۸ میلادی در دانشگاه ییل تکمیل کرد. وی زمانی که در دانشگاه ییل بود در مسابقه ریاضی ویلیام لاول پاتنام شرکت کرد و عضو تیمی بود که (همراه با ماری گل-من و هنری او. پولاک) از دانشگاه ییل در این مسابقات نمایندگی می‌کردند و در ۱۹۴۷ برنده مقام دوم شدند؛ هر کدام از آن‌ها برنده جایزه ۳۰ دلاری شدند (۳۵۰ دلار به ارزش فعلی). وی دوباره در این مسابقات در ۱۹۴۸ شرکت کرد و در رده ۱۰ بهترین قرار گرفت.
او فوق لسانس و دکترای (۱۹۵۱ میلادی) خود را در رشته ریاضی تحت راهنمایی آبراهام ادریان آلبرت از دانشگاه شیکاگو به‌دست‌آورد. عنوان پایان‌نامه دکترای گرستن‌هابر «حلقه‌های مشتقات» بود.
گرستن‌هابر همچنین مدرک جِی دی (معادل کارشناسی) خود را در رشته حقوق از مدرسه حقوق دانشگاه پنسیلوانیا در ۱۹۷۳ به‌دست‌آورد و در ۱۹۷۴ میلادی شامل وکیلان مدافع پنسیلوانیا شد.

## حرفه
گرستن‌هابر از ۱۹۵۳ تا ۱۹۵۸ میلادی به عنوان استاد کمکی در دانشکده ریاضی دانشگاه پنسیلوانیا خدمت می‌کرد، سپس به درجه پروفسوری (۱۹۵۸ تا ۶۱) ارتقا نموده و بعداً به درجه استاد دانشگاه/ پروفسور (۱۹۶۱ تا اکنون) و رئیس دانشکده ریاضی در آن دانشگاه ارتقا نمود. حوزه‌های تحقیقاتی مورد علاقه وی عبارت از: نظریه دفورماسیون جبری، جبرجهانی، گروه‌های کوانتومی و آمارشناسی حقوق. کارهایی که باعث شهرت وی شد، تحقیقاتش در فیزیک نظری و اختراع جبر گرستن‌هابر بود.
از جمله بهترین کارهای وی عبارتند از: «کوهمولوژی جبری و نظریه تغییر شکل» همراه با اس دی شاک، نظریه تغییر شکل جبرها و ساختارها و تطبیقات، ۱۱–۲۶4 (1988)، «در مورد تغییر شکل حلقه‌ها و جبرها»، سالنامه ریاضیات، سلسله دوم، جلد ۷۹، شماره ۱ (ژانویه ۱۹۶۴)، صفحه ۵۹–۱۰۳ و «ساختار کوهمولوژی یک حلقه شرکت‌پذیر»، سالنامه ریاضیات، سلسله دوم، جلد ۷۸، ۲۶۷–۲۸۸.‏ وی به‌خاطر این دو مقاله آخر خود در سال ۲۰۲۱ میلادی برنده جایزه لروی استیل برای کمک ریشه به پژوهش شد. گرستن‌هابر در ۱۹۹۰ گفت: «من یقین دارم که توانایی تسلیم‌نشدن بسیار مرتبط با باروری علمی است و در ریاضی … تسلیم‌نشدن یک دستاورد فردی است».
گرستن‌هابر از ۱۹۸۲ تا ۱۹۸۳ میلادی رئیس هیئت استادان در دانشگاه پنسیلوانیا بود.
وی همچنین در مدرسه حقوق دانشگاه پنسیلوانیا به عنوان استاد خدمت نموده و یک سمینار در مورد «آمار برای حقوق» تدریس می‌کند.
وی در ۲۰۱۲ میلادی عضو انجمن ریاضی آمریکا (AMS) شد و عضو شورای آن نیز بود. گرستن‌هابر همچنین مدیر ویراستاری بولتن انجمن ریاضی آمریکا بود. گرستن‌هابر هم‌چنین عضو انجمن پیشبرد علوم آمریکا است.

## زندگی شخصی
گرستن‌هابر در ۳ ژوئن ۱۹۵۶ با دکتر روت پریسیلا زاگر در کنیسه اسپانیایی و پرتغالی در شهر نیویورک ازدواج کرد. آن‌ها در محله‌های مریون استیشن و هاورفورد در پنسلیوانیا زندگی کرده‌اند و سه فرزند دارند: جیریمی ام. گرستن‌هابر، دیوید ازرا گرستن‌هابر (حالا مؤسس، رئیس و مدیر سهام بهادار در آرگونات منجمنت) و ریچل ربیکیا استرن (اکنون مدیر حقوقی و رئیس منابع استراتیژیک در شرکت فکت‌ست). پسر وی دیوید که مدیر صندوق‌های تأمینی و فارغ‌التحصیل «تایگر منجمنت» است، با دختر کارشناس امور مالی استیوین پوسنر بنام کیلی ازدواج کرده‌است.